# Manuel Argerich
Manuel Gregorio Argerich (Buenos Aires, 1835 –Ibídem, 1871) fue un médico, abogado, político y matemático argentino.

## Vida personal
Manuel Gregorio Argerich nació en Buenos Aires en 1835. Su hermano, Juan Antonio, fue una figura clave durante las epidemias de cólera y de fiebre amarilla. Ayudó organizando la comisión que debía hacer un plan contra la epidemia con José Roque Pérez. Fue profesor de cirugía y director de una casa de huérfanos. Eran descendientes del Dr. Cosme Argerich.
Argerich estuvo casado y tuvo niños. José Manuel Estrada, amigo y escritor, dijo de su hogar: "Pidió a su familia que actuara como un cielo claro y transparente, bajo el cual calmar su temperamento violento; amaba a su joven esposa con pasión, la única persona bajo cuyo refugio encontró la paz y una franqueza tranquila, el amor suave y la felicidad santa que su alma atribulada necesitaba. Su amor por sus hijos era intenso, incorporaron la imaginación de la juventud y la discreción de la providencia."
Era un miembro de la Francmasonería en Buenos Aires.

## Carrera médica

### Batalla de Caseros
Como médico, fue reclutado como oficial médico en el ejército, bajo el mando del caudillo argentino Juan Manuel de Rosas, entonces gobernador de Buenos Aires. Cuidó de los heridos durante la batalla de caseros, en el que Rosas fue finalmente derrotado. Después de la batalla, que llevó a la huida de Rosas a Gran Bretaña, Argerich fue documentado por haber permanecido en el campo voluntariamente después de la derrota de Rosas, tratando no sólo los soldados heridos y compañeros rosistas, sino también del mando de Urquiza afectados por la viruela, con total indiferencia en cuanto a qué uniforme usaban sus pacientes.[cita requerida]

### Epidemias de Buenos Aires

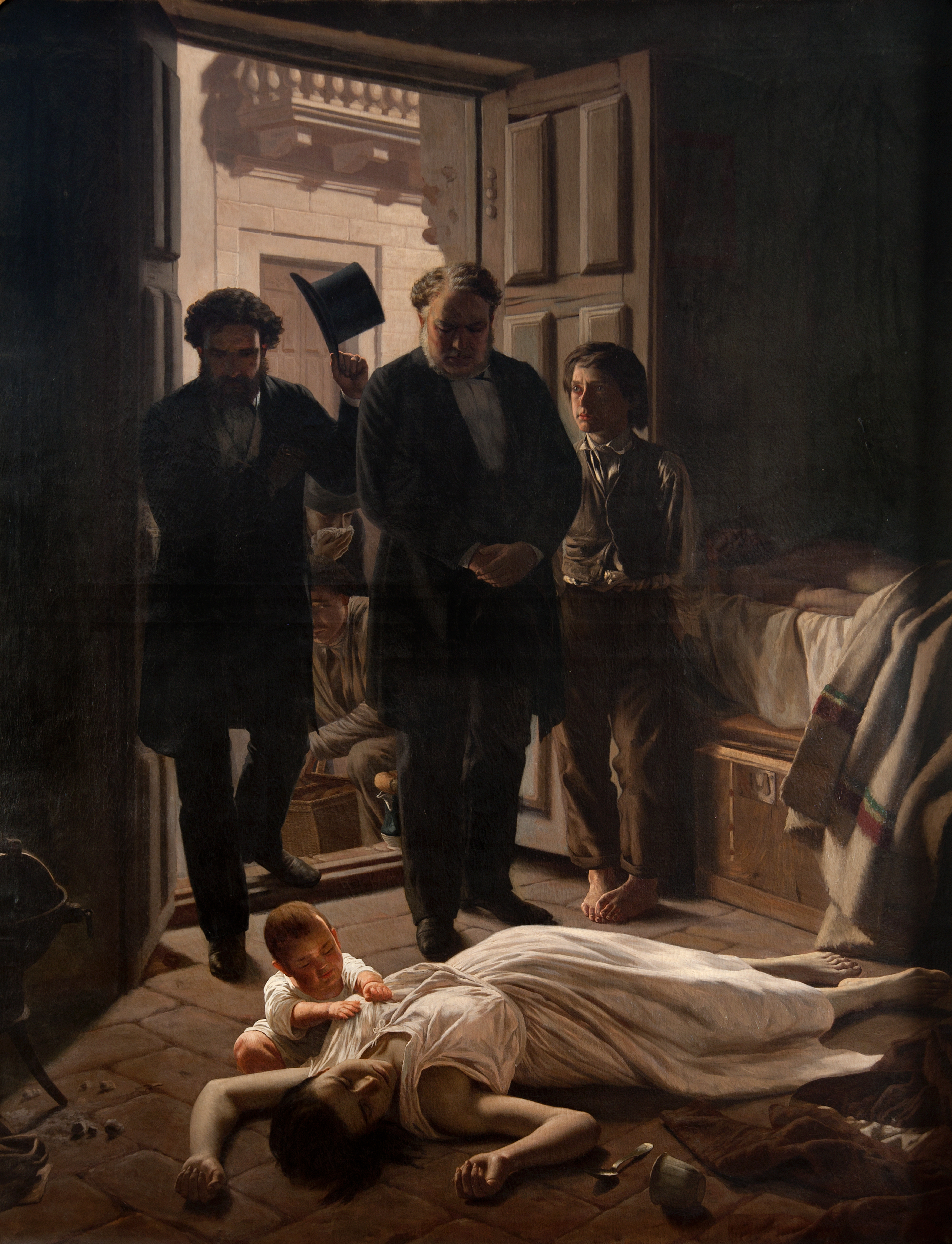
Juan Manuel Blanes, Episodio de la fiebre amarilla, 1871, tributo al Dr. Manuel Argerich.

Un año después de que Urquiza fuera asesinado, Argerich trató a las víctimas de las epidemias de cólera de Buenos Aires en 1867 y la fiebre amarilla en 1871. Argerich fue identificado como uno de los "Ángeles ministrantes " que no formó parte del éxodo masivo de la ciudad, sino que permaneció en la ciudad para atender a los enfermos. Es representado tratando a un paciente junto al Dr. Roque Peréz en el icónico retrato de 1871 de Juan Manuel Blanes, "Episodio de la fiebre amarilla".
Aunque estaba comprometido con sus responsabilidades como médico, estaba en conflicto, diciéndole a Estrada 3 días antes de morir: "Mis hijos! ¡Mi esposa! ¿tengo el derecho de desafiar a la muerte y arriesgarme a abandonarlos para siempre?"

## Escritor
También es recordado como un pionero del género músico-teatral conocido zarzuela. Argerich escribió el libreto de Los Consejos de Don Javier, o El Consejo de Don Javier, cuya música fue compuesta en 1892 por Felice Lebano. Se estrenó en el Teatro Apolo de Buenos Aires el 1 de septiembre de 1892. En anticipación a la premier, La Nación realizó una crítica el 14 de julio de 1892 afirmando que la música de Lebano hizo un trabajo innovador con la música de zarzuela. Fue uno de los primeros trabajos populares de zarzuela en Argentina.[cita requerida]

## Muerte
Durante la gran epidemia de fiebre amarilla de 1871, Argerich continuó incansablemente su cuidado de los enfermos hasta que finalmente sucumbió a la enfermedad el 25 de mayo de 1871, el 61 º aniversario de la Revolución Argentina. Fue una de las 13.614 víctimas de la epidemia de fiebre amarilla de Buenos Aires.
Tres días después, en su funeral, su contemporáneo José Manuel Estrada, escritor argentino, lo elogió:

En el dulce amor de su vida hogareña, y en el trabajo severo de la investigación científica, buscó una moderación de sus pasiones desbordantes, que él siempre se sintió retrasado y fuera de armonía con el ritmo por el cual habían definido su naturaleza en el calor de su juventud.Susceptible a todas las agitaciones turbulentas de la gente, era imposible para él simplemente ser indiferente a su mala fortuna y desolación. Este hombre de la caridad se reveló con total furor.

Manuel Argerich contribuyó a un renacimiento sirviendo al pobre signo con el que el divino maestro da a conocer al pueblo la venida de su redención
Jose Manuel Estrada

Argerich está enterrado en Buenos Aires en el cementerio de la Chacarita. Su tumba fue declarado monumento nacional en 1970 y es un punto culminante de tumbas prominentes en un recorrido por ese cementerio.